# أنطون بيترنكو
أنطون بيترنكو (9 مايو 1987 - ) هو لاعب كرة قدم روسي في مركز الدفاع. لعب مع إنرجيا فولجسكي ‏ وتكستيلشيك كاميشين ‏.